# Portrait d'une dame (Le Corrège)
Pour les articles homonymes, voir Portrait d'une dame.
Le Portrait d'une dame est une peinture à l'huile sur toile de 103 × 87,5 cm réalisée par l'artiste italien Le Corrège, signée, datant d’environ 1520 et conservée au musée de l'Ermitage à Saint-Pétersbourg.

## Histoire
L'historique de cette peinture n'est pas connue. Elle est conservée dans le musée russe depuis 1925. Les données stylistiques suggéreraient une date proche des fresques d'une des deux chambres peintes du monastère San Paolo (it), en raison de la disposition monumentale, de l'ampleur et du flou du modelage, ainsi que des artifices de perspective comme le regard légèrement en dessous.
Auparavant attribué à Lorenzo Lotto, il a également été comparé à des chefs-d'œuvre tels que La donna velata de Raphaël.

## Description et style
Le Portrait d'une dame est un portrait énigmatique et précieux. Sa taille fait penser qu'il était destiné à une fonction représentative, pour être accroché de façon permanente dans un environnement monumental. Il s'agit du portrait d'une femme en demi-figure, qui laisse découvrir, sur la droite, un lointain paysage dominé par le ciel bleu. La dame est assise de trois quarts vers la gauche, le visage incliné vers le spectateur, avec un regard énigmatique. Sur sa tête, elle porte une coiffe composée de rubans entrelacés tenus par une précieuse broche, coiffure populaire dans la haute société de l'Italie du Nord dans les premières décennies du XVIe siècle, visible également dans de nombreux portraits de Lorenzo Lotto (comme le Portrait de Lucina Brembati) ou du Titien (Portrait d'Isabelle d'Este) : il paraît que c'était la duchesse de Mantoue qui en a lancé la mode. La main droite tient une cuvette, sur laquelle on lit des inscriptions en grec. Une chaîne d'or pend sur sa poitrine.
Comme dans beaucoup de portraits du XVIe siècle, il est difficile aujourd'hui d'indiquer exactement l'identité de la femme ; il est certain qu’il s’agit d’une œuvre de haute culture, la seule portant le nom latinisé de Correggio (ANTON LAET (US)) et l’un des rares tableaux italiens à contenir une inscription en grec au bord du bassin d'argent montré par la dame. 

Détails
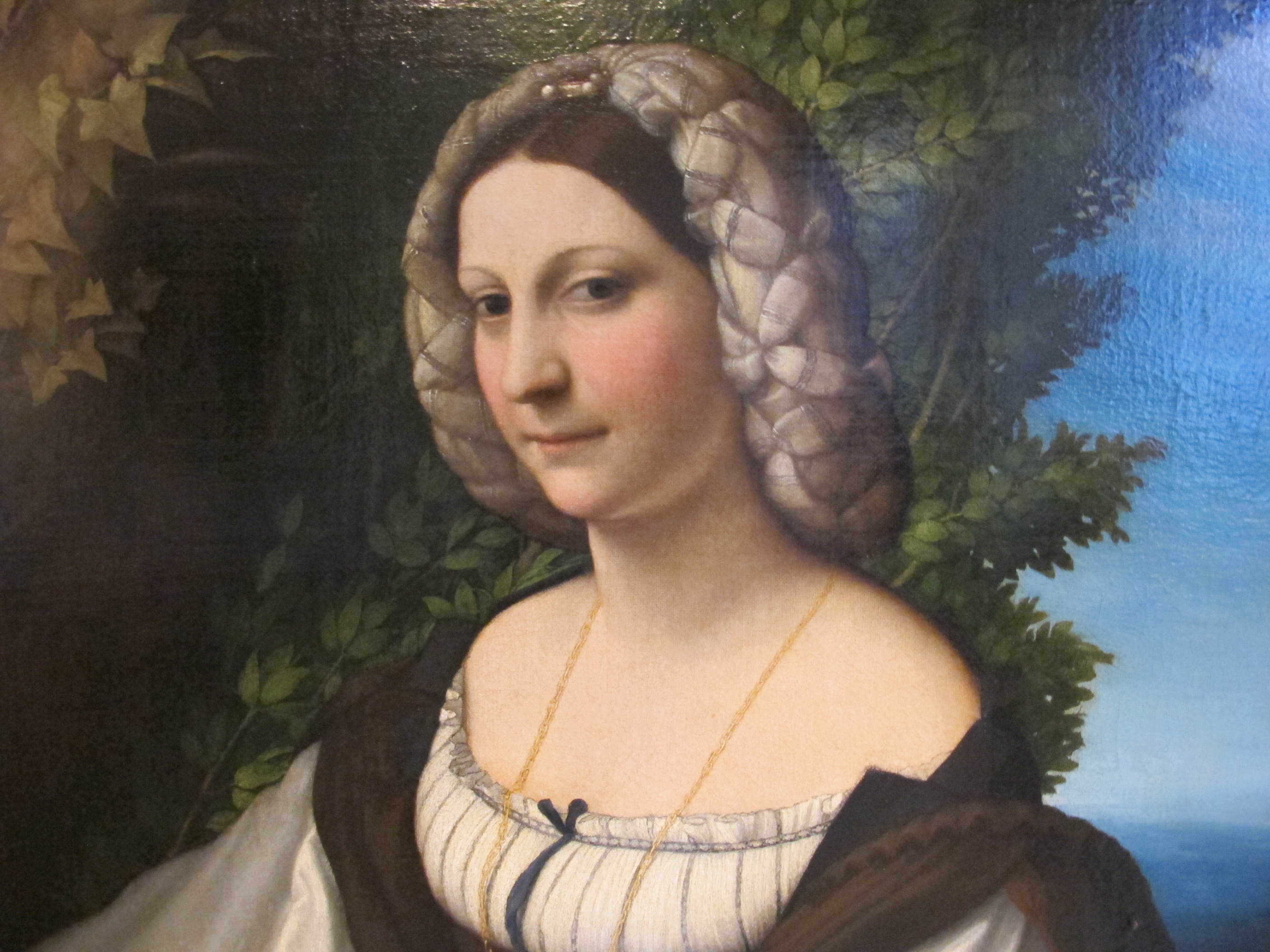
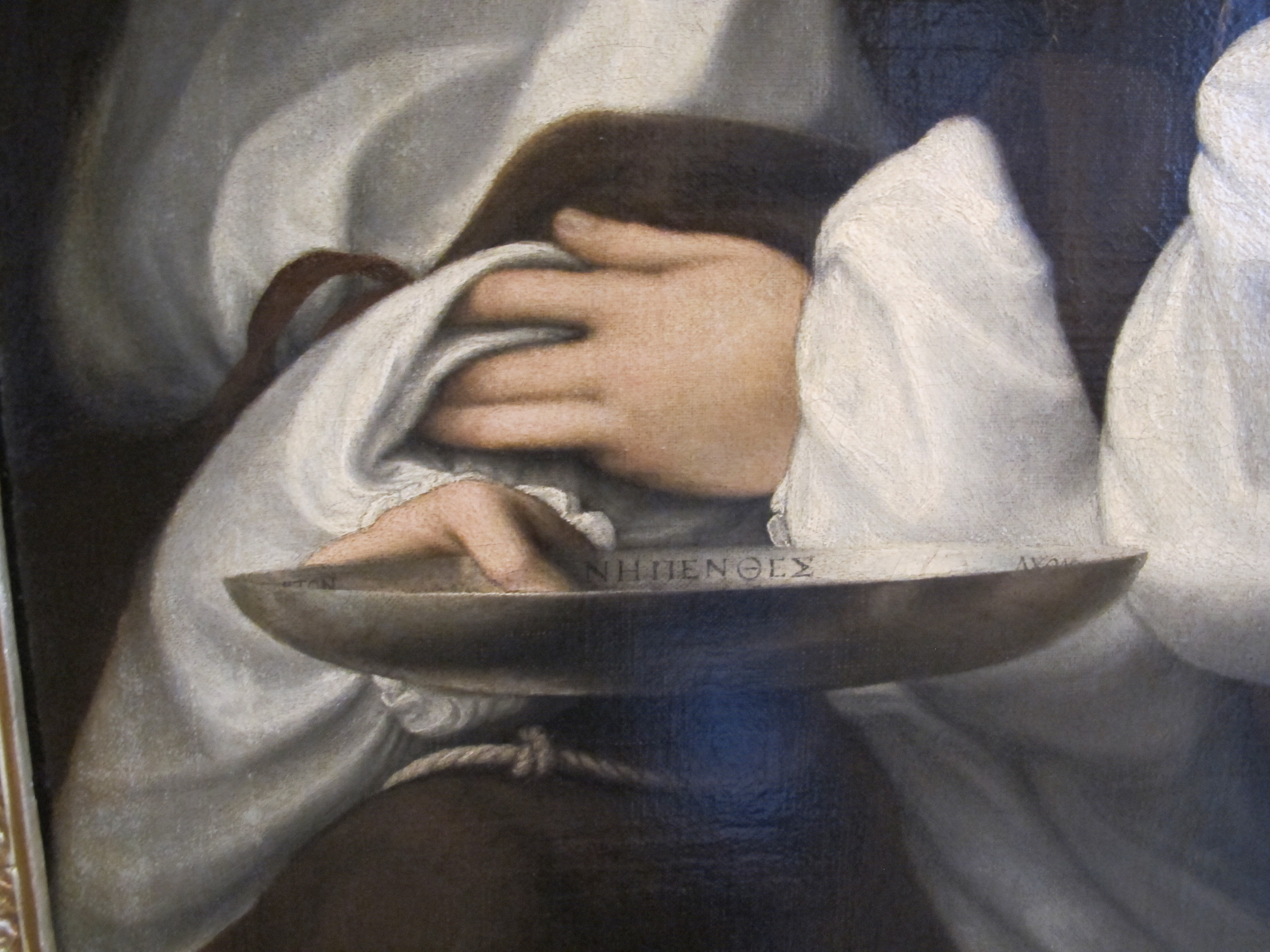

On lit le mot NHΠENΘΕΣ (nepenthes), une citation du quatrième livre de l'Odyssée, lorsque Télémaque se rend au palais de Ménélas et est reconnu parce qu'il pleure en entendant le nom de son père Ulysse, qu'il croyait mort. Les paroles de Ménélas pour consoler Télémaque ont suscité chez tous les invités « un désir de pleurer ». Pour cela, Hélène mélange le vin à la drogue - népenthès (de) - qui avait la propriété d'atténuer la douleur causée par la perte d'un être cher (« le père ou la mère ... un frère ou un fils »). 
Bien que la robe noire de la femme ne dénote pas le deuil avec certitude, l’inscription sur le bassin évoque sans équivoque le contexte de la perte d’un être cher. Sur cette base, on a pensé que la dame pouvait être identifiée à Veronica Gambara, qui avait perdu son mari en 1518 (Giberto VII da Correggio), ou à Ginevra Rangoni, veuve en 1517 de Giangaleazzo da Correggio. Ginevra semble avoir commandé le tableau pour son futur mariage le 24 juillet 1519 avec Aloisio Gonzaga, marquis de Castel Goffredo,,. 
Toutefois, l'œuvre ne doit pas nécessairement être identifiée avec une personne ayant subi une perte, car l'attribut du bassin d'argent implique son identification avec Hélène qui offre aux invités le remède pour adoucir leur douleur. Cela pourrait donc être l'explication du portrait : un cadeau, ou du moins un message adressé à un proche ayant perdu un être cher. 